# Kozie Skały (Średniak)
Kozie Skały (1150–1200 m n.p.m.) – skały w Masywie Śnieżnika, w Sudetach.
Grupa kilkumetrowych gnejsowych skał na południowo-zachodnim zboczu góry Średniak.

## Szlaki turystyczne
Obok  biegnie szlak turystyczny:
- czerwony główny szlak sudecki Międzygórze - Hala pod Śnieżnikiem[1].